# 글라시

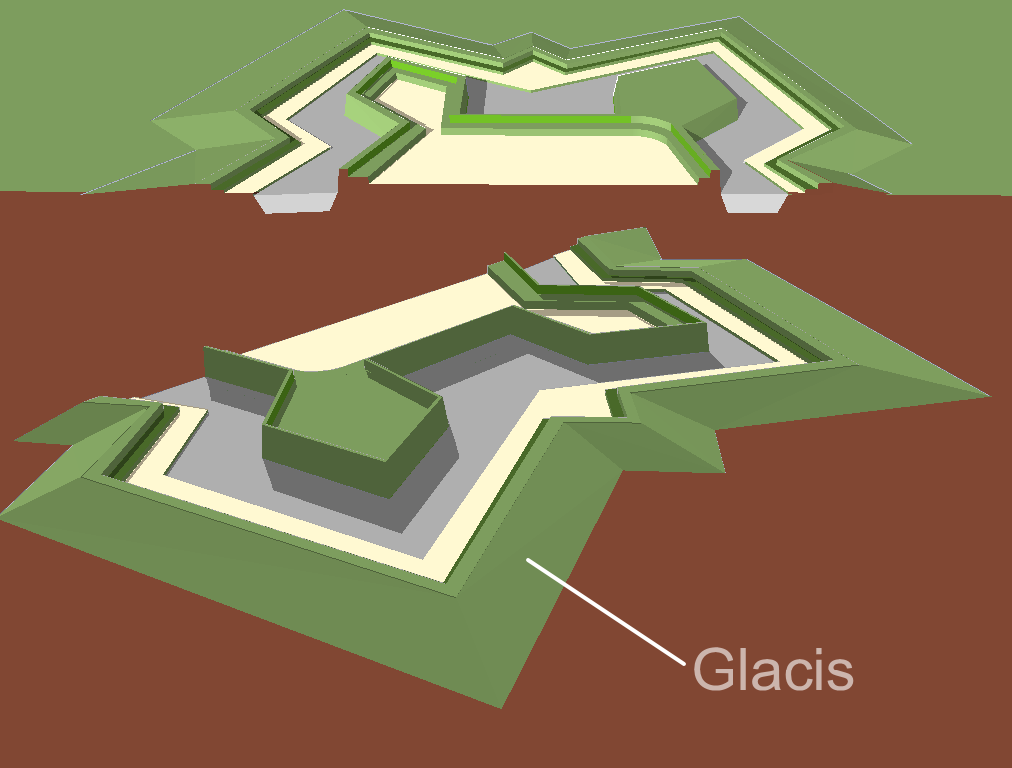

글라시(glacis, 프랑스어: [ɡlasi])는 군사공학에서 중세성이나 초기의 현대 요새의 일부인 인공 경사면이다. 이것들은 임시 구조물로서 흙으로 건축될 수도 있고 보다 영구적인 구조물로서 돌로 건축될 수도 있다. 보다 일반적으로 글라시는 자연적이든 인공적이든 여부에 관계 없이 위의 요구 사항을 충족하는 경사면이다. 이 프랑스어 단어의 어원은 얼음으로 인해 위험해진 경사면, 즉 빙하(영단어 glacier)와의 관계를 암시한다.
글라시는 전차나 기타 장갑전투차량 차체의 맨앞의 경사진 부분이다.

## 같이 보기
- 방어시설
- 공성전

## 관련 문헌
- Jackson, Louis (1911). 〈Fortification and Siegecraft〉.   Chisholm, Hugh. 《브리태니커 백과사전》 10 11판. 케임브리지 대학교 출판부. 679–725쪽.
- Decaëns, Joseph; Dubois, Adrien, 편집. (2010). 《Caen Castle: A Ten Centuries Old Fortress》 illurat판. Publications du Crahm. 17쪽. ISBN 9782902685752.
- Dyer, James (1992). 《Hillforts of England and Wales》. Shire Series 16 illurat, revis판. Osprey Publishing. 19쪽. ISBN 9780747801801.
- Stokstad, Marilyn (2005). 《Medieval Castles》. Greenwood guides to historic events of the medieval world illurat, annotat판. Greenwood Publishing Group. 84쪽. ISBN 9780313325250.